# Associació Catalana de Bioespeleologia
L'Associació Catalana de Bioespeleologia (BIOSP) és una associació de bioespeleologia creada l'any 2009 a Barcelona, que col·labora amb el Museu de Ciències Naturals i Zoologia de Barcelona, amb el Museu Valencià d'Història Natural i amb l'Institut de Biologia Evolutiva del CSIC.